# فيل كونينغهام
فيل كونينغهام (بالإنجليزية: Phil Cunningham)‏ هو عازف قيثارة بريطاني، ولد في 7 ديسمبر 1974 في ماكليسفيلد في المملكة المتحدة.

## وصلات خارجية
- فيل كونينغهام على موقع IMDb (الإنجليزية)
- فيل كونينغهام على موقع ميوزك برينز (الإنجليزية)
- فيل كونينغهام على موقع أول ميوزيك (الإنجليزية)
- فيل كونينغهام على موقع ديسكوغز (الإنجليزية)